# Senoculus monastoides
Senoculus monastoides är en spindelart som först beskrevs av O. Pickard-Cambridge 1873.  Senoculus monastoides ingår i släktet Senoculus och familjen Senoculidae. Inga underarter finns listade i Catalogue of Life.